# Eyes Closed
«Eyes Closed» (с англ. — «Не открыв глаз») — песня британского певца Эда Ширана, вышедшая 24 марта 2023 года на лейблах Asylum и Atlantic в качестве первого сингла его пятого (или шестого в целом) студийного альбома −.
Песня дебютировала на первом месте британского хит-парада (UK Singles Chart), став 14-м чарттоппером Ширана (3-й результат в истории после Элвиса Пресли и Beatles)

## Релиз и продвижение
Ширан анонсировал песню вместе с альбомом 1 марта 2023 года, создав несколько возможностей для предварительного заказа. 9 марта он поделился предварительным просмотром песни в своих социальных сетях, исполнив её фрагменты на акустической гитаре и фортепиано. В сообщении на TikTok, опубликованном в тот же день, стало известно, что песня станет лид-синглом альбома. Предположительно, песня посвящена его бывшему музыкальному предпринимателю и близкому другу Джамалу Эдвардсу, который умер в феврале 2022 года от передозировки наркотиков. Говоря о потере, Ширан сказал: «Синий был цветом Джамала, но сейчас это все, что я чувствую. И я думаю, музыка помогает исцелиться, поэтому я танцую с закрытыми глазами, чтобы попытаться пройти через это». Вдохновением для песни он назвал свои чувства «страха, депрессии и тревоги».
Песня прозвучала в первом трейлере предстоящего документального фильма Ширана на канале Disney+ под названием Ed Sheeran: The Sum of It All, в котором будут раскрыты подробности его личной жизни.
Ширан исполнил песню 24 марта 2023 года на «O2 Арена» в Лондоне.

## Композиция и текст
В песне голос Ширана имеет богатый тембр, а его фальцет смягчается, когда он поёт припев в припеве: «Я продолжаю танцевать с закрытыми глазами». В статье для The Guardian Алексис Петридис отметил, что песня отличается ударной игрой на гитаре и что припев «настойчивый» и «радиохитовый». Первоначально песня была написана как песня о расставании, но после того, как Ширан пережил личные потери, она приобрела новый смысл. Текст песни стал «более личным» и «явно связан с очень конкретным событием» — смертью Джамала Эдвардса (1990—2022).

## Коммерческий успех
Песня дебютировала на первом месте британского хит-парада (UK Singles Chart), став 14-м чарттоппером Ширана. Таким образом, Эд Ширан сравнялся с Клиффом Ричардом и Westlife в качестве исполнителя с третьим по количеству хитов номер один в истории чартов Великобритании и уступая только Элвису Пресли (21) и The Beatles (17). Кроме того песня стала 41-м хитом Ширана в Топ-10, и это пятый результат в истории после Элвиса Ресли (76), Клиффа Ричарда (68), Мадонны (63) и Майкла Джексона (44).
Песня возглавила Billboard Adult Top 40 (Adult Pop Airplay), установив рекорд чарта (начатого в марте 1996 года) среди мужчин-солистов: это 8-й чарттоппер Ширана. Вторым идёт Шон Мендес с 6 хитами номер один, а среди всех лидируют Maroon 5 (15), P!nk (10), Тейлор Свифт (9), Кэти Перри (8).

## Чарты
| Чарт (2023)                            | Высшая позиция |
| -------------------------------------- | -------------- |
| Австралия (ARIA)                       | 6              |
| Австрия (Ö3 Austria Top 40)            | 7              |
| Бельгия/Фландрия (Ultratop 50)         | 2              |
| Бельгия/Валлония (Ultratop 50)         | 2              |
| Канада (Billboard Canadian Hot 100)    | 4              |
| Канада (Billboard AC)                  | 1              |
| Канада (Billboard CHR/Top 40)          | 5              |
| Канада (Billboard Hot AC)              | 1              |
| Чехия (Rádio — Top 100)                | 8              |
| Чехия (Singles Digitál Top 100)        | 72             |
| Дания (Tracklisten)                    | 8              |
| Финляндия (Suomen virallinen lista)    | 31             |
| Германия (GfK)                         | 13             |
| Мир (Billboard Global 200)             | 14             |
| Венгрия (Single Top 40)                | 16             |
| Финляндия (Suomen virallinen lista)    | 31             |
| Ирландия (IRMA)                        | 4              |
| Япония (Hot Overseas, Billboard Japan) | 20             |
| Нидерланды (Dutch Top 40)              | 15             |
| Нидерланды (Single Top 100)            | 27             |
| Словакия (Rádio — Top 100)             | 18             |
| Словакия (Singles Digitál Top 100)     | 41             |
| Республика Корея (BGM, Circle)         | 28             |
| Республика Корея (Download, Circle)    | 57             |
| Швеция (Sverigetopplistan)             | 10             |
| Швейцария (Schweizer Hitparade)        | 7              |
| Великобритания (OCC UK Singles)        | 1              |
| США (Billboard Hot 100)                | 19             |
| США (Billboard Adult Contemporary)     | 8              |
| США (Billboard Adult Pop Airplay)      | 1              |
| США (Billboard Pop Airplay)            | 8              |

## История релиза
| Регион         | Дата          | Формат                       | Лейбл                  | Ссылка |
| -------------- | ------------- | ---------------------------- | ---------------------- | ------ |
| Мир            | 24 марта 2023 | Цифровые загрузки стриминг   | Asylum Atlantic Warner | [ 45 ] |
| Великобритания | 24 марта 2023 | CD single                    | Asylum Atlantic Warner | [ 46 ] |
| Италия         | 24 марта 2023 | Радиоротация                 | Warner                 | [ 47 ] |
| США            | 27 марта 2023 | Hot adult contemporary radio | Atlantic               | [ 48 ] |
| США            | 28 марта 2023 | Contemporary hit radio       | Atlantic               | [ 49 ] |